# أندريه كادليك
أندريه كادليك هو لاعب كرة قدم سلوفاكي في مركز الدفاع، ولد في 2 فبراير 1996 في ايلافا في سلوفاكيا. لعب مع نادي جيلينا ونادي سبارتاك ترنافا.

## وصلات خارجية
- أندريه كادليك على موقع الاتحاد الأوربي (الإنجليزية)
- أندريه كادليك على موقع قاعدة بيانات كرة القدم.إي يو (الإنجليزية)
- أندريه كادليك على موقع Soccerway.com (الإنجليزية)
- أندريه كادليك على موقع AS.com (الإسبانية)